# Conill de Bunyoro
El conill de Bunyoro (Poelagus marjorita) és una espècie de mamífer de la família dels lepòrids que viu a la República Democràtica del Congo, el Sudan, el Sudan del Sud, Uganda i, possiblement, la República Centreafricana. Es tracta de l'única espècie del gènere Poelagus.